# 전기메기
전기메기는 잉어목 전기메기과의 민물고기이다. 전기메기의 몸길이는 122cm로 성장한다. 몸무게는 23kg이다. 몸에 수많은 어두운색 반점이 있다. 그것은 최대 10년동안 산다. 빅토리아호를 제외한 나일강 수계, 투르카나호, 차드호, 니제르강 수계 전역에 분포한다. 록맨 X3의 8보스 중 하나인 일렉트로 나마즈로스가 전기메기를 모티브한 로봇으로 등장.

## 같이 보기
- 메기
- 전기뱀장어
- 전기가오리

## 참조
1. ↑  Froese, rainer and Pauly, Daniel, eds (2011년). 《전기메기》 2011년 12월판. Fishbase.